# Handball-DDR-Oberliga (Männer) 1986/87
Die Handball-DDR-Oberliga der Männer 1986/87 war in dieser Saison in der DDR die höchste Spielklasse im Hallenhandball. Mit ihr wurde in dieser Sportart der 37. DDR-Meister ermittelt.

## Saisonverlauf
Die Oberligasaison begann am 4. Oktober 1986 und wurde am 11. April 1987 mit dem 18. Spieltag abgeschlossen. Die zehn beteiligten Mannschaften trafen jeweils in Hin- und Rückspielen gegeneinander zuhause bzw. auswärts an. Der SC Empor Rostock konnte seinen Vorjahrestitel erfolgreich verteidigen und damit seine zehnte Meisterschaft im Hallenhandball der Männer feiern. Hartnäckigste Gegner waren der ASK Vorwärts Frankfurt, der noch bis zum 13. Spieltag in Führung gelegen hatte, diese aber in den beiden nachfolgenden Spielen gegen die direkten Kontrahenten mit einer Niederlage in Magdeburg und einem Unentschieden zu Hause gegen Rostock verspielte sowie der SC Magdeburg, der am letzten Spieltag mit einem Sieg in Rostock noch Meister werden konnte. Rostock gestaltete auch diese Partie siegreich und gab in der Rückrunde nur beim Unentschieden in Frankfurt einen Punkt ab. Wie üblich belegten alle Sportclubs die ersten fünf Plätze, danach folgte als beste Spielgemeinschaft die SG Dynamo Halle-Neustadt. Mit der SG Stahl Brandenburg/Kirchmöser und der BSG Grubenlampe Zwickau mussten wie im Vorjahr die Oberliganeulinge postwendend wieder absteigen.

## Tabellen

### Abschlusstabelle
| Pl. | Mannschaft                          | Sp. | S  | U | N  | Tore    | Punkte |
| --- | ----------------------------------- | --- | -- | - | -- | ------- | ------ |
| 1.  | SC Empor Rostock (M,P)              | 18  | 15 | 1 | 2  | 466:387 | 31:50  |
| 2.  | ASK Vorwärts Frankfurt              | 18  | 14 | 2 | 2  | 429:355 | 30:60  |
| 3.  | SC Magdeburg                        | 18  | 13 | 2 | 3  | 462:381 | 28:80  |
| 4.  | SC Leipzig                          | 18  | 12 | 1 | 5  | 420:389 | 25:11  |
| 5.  | SC Dynamo Berlin                    | 18  | 9  | 2 | 7  | 420:384 | 20:16  |
| 6.  | SG Dynamo Halle-Neustadt            | 18  | 6  | 2 | 10 | 392:412 | 14:22  |
| 7.  | BSG Motor Eisenach                  | 18  | 6  | 0 | 12 | 382:428 | 12:24  |
| 8.  | BSG Post Schwerin                   | 18  | 3  | 3 | 12 | 366:412 | 09:27  |
| 9.  | SG Stahl Brandenburg/Kirchmöser (N) | 18  | 3  | 2 | 13 | 365:456 | 08:28  |
| 10. | BSG Grubenlampe Zwickau (N)         | 18  | 0  | 3 | 15 | 307:405 | 03:33  |

Legende:
  DDR-Meister und Teilnehmer am Europapokal der Landesmeister 1987/88 
  FDGB-Vize-Pokalsieger und Teilnehmer am Europapokal der Pokalsieger 1987/88 
  Teilnehmer am IHF-Pokal 1987/88 
  Absteiger in die DDR-Liga 1987/88 
 (M) DDR-Meister 1986, (P) FDGB-Pokalsieger 1986, (N) Aufsteiger aus der DDR-Liga 1985/86

### Kreuztabelle
| 1986/87 4. Oktober 1986 – 11. April 1987 | 1986/87 4. Oktober 1986 – 11. April 1987 | SC Empor Rostock | ASK Vorwärts Frankfurt | SC Magdeburg | SC Leipzig | SC Dynamo Berlin | SG Dynamo Halle-Neustadt | BSG Motor Eisenach | BSG Post Schwerin | BSG Stahl Brandenburg/Kirchmöser | BSG Grubenlampe Zwickau |
| ---------------------------------------- | ---------------------------------------- | ---------------- | ---------------------- | ------------ | ---------- | ---------------- | ------------------------ | ------------------ | ----------------- | -------------------------------- | ----------------------- |
| 01.                                      | SC Empor Rostock                         |                  | 22:16                  | 29:22        | 29:19      | 27:26            | 29:25                    | 30:18              | 22:17             | 31:17                            | 26:15                   |
| 02.                                      | ASK Vorwärts Frankfurt                   | 25:25            |                        | 26:25        | 22:19      | 32:23            | 24:17                    | 24:16              | 28:18             | 28:20                            | 19:14                   |
| 03.                                      | SC Magdeburg                             | 23:18            | 27:25                  |              | 31:17      | 27:23            | 22:16                    | 30:20              | 21:13             | 34:21                            | 28:20                   |
| 04.                                      | SC Leipzig                               | 25:21            | 18:19                  | 24:24        |            | 26:21            | 28:21                    | 32:19              | 21:19             | 30:23                            | 30:19                   |
| 05.                                      | SC Dynamo Berlin                         | 23:24            | 18:20                  | 18:21        | 18:17      |                  | 23:18                    | 23:16              | 27:16             | 32:15                            | 30:22                   |
| 06.                                      | SG Dynamo Halle-Neustadt                 | 22:25            | 20:20                  | 22:23        | 21:28      | 24:24            |                          | 21:19              | 26:22             | 22:17                            | 22:16                   |
| 07.                                      | BSG Motor Eisenach                       | 23:28            | 18:23                  | 19:25        | 23:24      | 22:25            | 25:20                    |                    | 26:22             | 27:22                            | 31:18                   |
| 08.                                      | BSG Post Schwerin                        | 24:25            | 19:24                  | 27:26        | 18:20      | 19:23            | 25:24                    | 18:19              |                   | 24:24                            | 27:18                   |
| 09.                                      | SG Stahl Brandenburg/Kirchmöser          | 26:27            | 18:27                  | 25:35        | 24:25      | 20:25            | 25:27                    | 28:23              | 19:19             |                                  | 21:20                   |
| 10.                                      | BSG Grubenlampe Zwickau                  | 21:28            | 18:27                  | 18:18        | 16:20      | 18:18            | 20:23                    | 15:18              | 19:19             | [ O 1 ]                          |                         |

1. ↑   BSG Grubenlampe Zwickau – SG Stahl Brandenburg/Kirchmöser 19:26 (9. Spieltag); Wertung 2:0 Punkte und 0:0 Tore für Brandenburg/Kirchmöser

### Torschützenliste
|     | Spieler            | Verein                          | Tore / 7 m |
| --- | ------------------ | ------------------------------- | ---------- |
| 01. | Jürgen Flau        | BSG Post Schwerin               | 135 / 47   |
| 02. | Rüdiger Borchardt  | SC Empor Rostock                | 134 / 33   |
| 03. | Olaf Pleitz        | ASK Vorwärts Frankfurt          | 110 / 44   |
| 04. | Frank-Michael Wahl | SC Empor Rostock                | 109 / 07   |
| 05. | Ingolf Wiegert     | SC Magdeburg                    | 099 / 0–   |
| 06. | Michael Ring       | SG Dynamo Halle-Neustadt        | 097 / 23   |
| 07. | Mike Fuhrig        | SC Leipzig                      | 095 / 31   |
| 08. | Peter Pysall       | SC Magdeburg                    | 094 / 38   |
| 09. | Thomas Zeise       | SC Dynamo Berlin                | 082 / 35   |
| 10. | Dietmar Baus       | SG Stahl Brandenburg/Kirchmöser | 076 / 37   |
| 11. | Andreas Wigrim     | SC Dynamo Berlin                | 075 / 18   |

## Statistik
In der Saison 1986/87 wurden in der Oberliga 90 Spiele ausgetragen. Dabei fielen 4.011 Tore, pro Spiel wurden ≈ 45 Treffer erzielt. Meister SC Empor Rostock hatte die treffsicherste Mannschaft, die in ihren 18 Spielen 466 Tore erzielte (Ø 26). Das torreichste Spiel fand am 8. Spieltag zwischen Stahl Brandenburg/Kirchmöser und dem SC Magdeburg statt, das 25:35 endete. Den höchsten Sieg errang der SC Dynamo Berlin mit 32:15-Heimsieg über Stahl Brandenburg/Kirchmöser. Der Tabellenachte Post Schwerin stellte mit Jürgen Flau den Torschützenkönig. Er warf 135 Tore, von denen er 47 vom Siebenmeterpunkt erzielte. In der Saison wurden 828 Siebenmeter gegeben, von denen 578 (≈ 70 %) verwandelt wurden. Herausstellungen (2-Minuten-Zeitstrafe) gab es 653, wobei Bernd Finke von Stahl Brandenburg/Kirchmöser mit 19 die meisten erhielt.

## Meistermannschaft
| SC Empor Rostock          | SC Empor Rostock |
| ------------------------- | --- |
| Logo vom SC Empor Rostock | Tor: Jürgen Rohde, Andreas Rohde, Michael Blank Feldspieler: Rüdiger Borchardt, Udo Dreyer, Heiko Ganschow, Stephan Garbe, Heiko Gast, Matthias Hahn, Ralf Hoffmann, Holger Langhoff, Dirk Lasarzewski, Ralf Magritz, Ralf Skopnik, Tilo Strauch, Frank-Michael Wahl , Dirk Weisheitel, Michael Wegner Trainer: Reiner Ganschow |